# 大成建設
大成建設株式会社（たいせいけんせつ、英語: TAISEI CORPORATION）は、東京都新宿区西新宿に本社を置く、日本の大手総合建設会社（スーパーゼネコン）である。日経平均株価およびJPX日経インデックス400の構成銘柄の一つ。

## 概要
スーパーゼネコン5社（大成建設、大林組、鹿島建設、清水建設、竹中工務店）の一角。戦前の大倉財閥の流れを汲むが、スーパーゼネコンでは唯一の非同族会社である。戦後は、占領軍による財閥解体の危機に際し、旧来の社員だけで会社の存続を図るため、社員持株制度を基に資本・経営・組合を一対とした協同組合的な発想によって、社員投票による役員選出や社員株主制度を導入した。そうした背景から、社員の会社という雰囲気が強いと言われている。また、現場に与えられる権限が比較的強いとされる。
1946年（昭和21年）に現在の社名に改名した。「大成」という語は、創業者・大倉喜八郎の戒名「大成院殿礼本超邁鶴翁大居士」にちなむ。また、「建設」という語は建築と土木の両方を表す新語として英語の"construction"から訳出したもので、同社が初めて社名に採用。その後同業他社を中心に採用されるようになった。
超高層ビルやスタジアム、ダム、橋、トンネル、地下鉄、発電所などの大規模な建築土木工事を得意としているが、一般向け住宅「パルコン」も手がけるなど、住宅事業にも進出し、高機能性の住宅として注目を浴びている。
日本国外での受注拡大（パーム・アイランドの海底トンネル、ボスポラス海峡海底トンネル、アルマスタワー建設）に注力し、技術力とグループ力に強みを持つ。特に近年、アラブ首長国連邦において大規模な送水管建設をはじめ、積極的な事業展開を進めている。『月からも見えるやしの木型人工島』で世界的に注目されているパーム・アイランドの海底トンネル工事においては、斬新な提案が評価され、欧米の競合を退けて受注に至り、このプロジェクトにおける環境対策は地元の新聞にも大きく紹介された。ボスポラス海峡横断鉄道トンネルはヨーロッパとアジアを結ぶ鉄道トンネルとして100年も前から計画され、トルコ人が待ち望んでいた国家プロジェクトを完遂させた。
環境対策として三宅島の大量の枯損木の炭化も行い、東京都の河川事業で水質浄化材として試用が検討されている。特に土壌浄化では国内トップクラスの実績を誇る。
1992年（平成4年）頃から現在まで、広告やコマーシャルで「地図に残る仕事。®」というキャッチコピーを使用している。
大倉財閥の系譜を組むため芙蓉グループに属している。

## 沿革

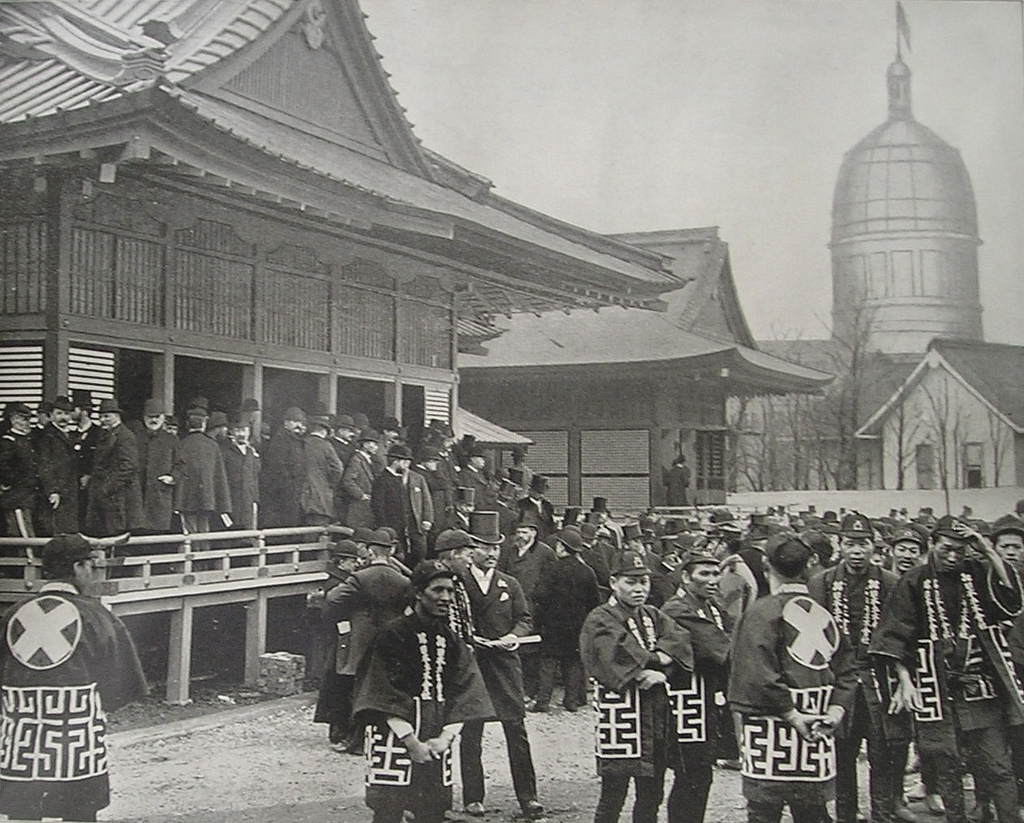
日本土木会社の揃いの法被を着た職人たち。シカゴ万国博覧会 (1893年)の日本館「鳳凰殿」を建設した。

- 1873年（明治6年）10月 - 大倉喜八郎により大倉組商会を創立。
- 1887年（明治20年）3月 - 渋沢栄一、大倉喜八郎（大倉組）、藤田伝三郎（藤田組）らによって有限責任日本土木会社を設立。
- 1892年（明治25年）11月 - 有限責任日本土木会社解散。
- 1893年（明治26年）6月 - 大倉喜八郎が単独経営の大倉土木組を創設し、日本土木会社の事業を継承。
- 1897年（明治30年）- 門野重九郎（千代田生命保険・日本徴兵保険社長門野幾之進の実弟）が入社。
- 1911年（明治44年）11月 - 株式会社大倉組に合併され、株式会社大倉組土木部と改称。
- 1914年（大正3年） - 門野重九郎が会長に就任（1934年まで）。
- 1917年（大正6年）12月 - 株式会社大倉組より再度分離し、資本金200万円の株式会社大倉土木組発足（公式にはこの1917年（大正6年）12月設立とされている）。
- 1920年（大正9年）12月 - 日本土木株式会社と改称。
- 1924年（大正13年）6月 - 大倉土木株式会社と改称。
- 1928年（昭和3年）4月 - 創業者大倉喜八郎逝去（享年90才）
- 1946年（昭和21年）1月14日 - 大成建設株式会社と改称。
- 1947年（昭和22年） - 社員投票により藤田武雄社長と役員を選出。
- 1949年（昭和24年） - 社員株主制度が実現、非同族会社となる。
- 1956年（昭和31年） - 株式を東京店頭市場に公開。
- 1957年（昭和32年） - 株式を東京証券取引所に上場（建設業界初）。
- 1958年（昭和33年） - 銀座大成ビル竣工、本社を移転。
- 1990年（平成2年）4月2日 - 現在のシンボルマークを制定（2003年（平成15年）4月に社章に昇格）。
- 2000年（平成12年）10月9日 - さいたまスーパーアリーナ内にジョン・レノンの常設博物館ジョン・レノン・ミュージアムをオープン（2010年（平成22年）9月末で閉館）[12]。
- 2007年（平成19年） - 山内隆司が社長に就任。
- 2015年（平成27年） - 村田誉之が社長に就任。
- 2020年（令和2年） - 相川善郎が社長に就任[6]。
- 2024年（令和6年）6月 - 平和不動産との間で資本業務提携を締結。今後、同社株式の追加取得により、大成建設が筆頭株主並びに持分法適用会社になる予定[13]。
- 2025年（令和7年）8月8日 - 東洋建設の全株式を株式公開買付け(TOB)などにより1600億円で取得することを発表。TOBは同月12日から9月24日までに行われ、TOB完了後東洋建設は大成建設の完全子会社となる予定[14][15]。

## 歴代社長
| 代       | 氏名     | 就任日         | 退任日         | 備考          |
| 大倉土木 | 大倉土木 | 大倉土木       | 大倉土木       | 大倉土木      |
| -------- | -------- | -------------- | -------------- | ------------- |
|          | 大西進   | 1945年3月9日   | 1946年1月13日  | 改称          |
| 大成建設 |          |                |                |               |
| 1        | 大西進   | 1946年1月14日  | 1947年3月20日  | [ 16 ]        |
| 2        | 藤田武雄 | 1947年3月20日  | 1957年5月29日  | [ 16 ]        |
| 3        | 加藤一衛 | 1957年5月29日  | 1960年12月16日 | [ 16 ]        |
| 4        | 水嶋篤次 | 1960年12月16日 | 1963年5月      | [ 16 ]        |
| 5        | 本間嘉平 | 1963年5月      | 1969年         | [ 16 ] [ 17 ] |
| 6        | 南幸治   | 1969年         | 1975年         | [ 17 ]        |
| 7        | 菅澤英夫 | 1975年         | 1979年         | [ 17 ]        |
| 8        | 佐古一   | 1979年         | 1985年         | [ 17 ]        |
| 9        | 里見泰男 | 1985年         | 1993年         | [ 17 ]        |
| 10       | 山本兵藏 | 1993年         | 1997年         | [ 17 ]        |
| 11       | 平島治   | 1997年         | 2001年         | [ 17 ]        |
| 12       | 葉山莞児 | 2001年         | 2007年         | [ 17 ]        |
| 13       | 山内隆司 | 2007年         | 2015年         | [ 17 ]        |
| 14       | 村田誉之 | 2015年         | 2020年         | [ 17 ]        |
| 15       | 相川善郎 | 2020年         | 現職           | [ 17 ]        |

## 施工案件
大成建設は、スーパーゼネコンでは標準化され、合理的な建設を行うことで定評がある。社内のプロジェクト形式及び施工仕様書は標準化されており、ISO/TCにも技術者を派遣している。有名な建造物は少ないが社内風土として、仲間(Company)という意識が強いため、弱い者を強い者が助ける文化が定着している。
地域のランドマークや公共施設、大手工場、文化財指定など、主だった案件は以下の通り。尚、脚注のないものは基本的に公式サイト「実績紹介」を参照とし、「年」列は施工・完了年、「案件」列は施工時に準じ、所在地は現住所にあたるものとする。

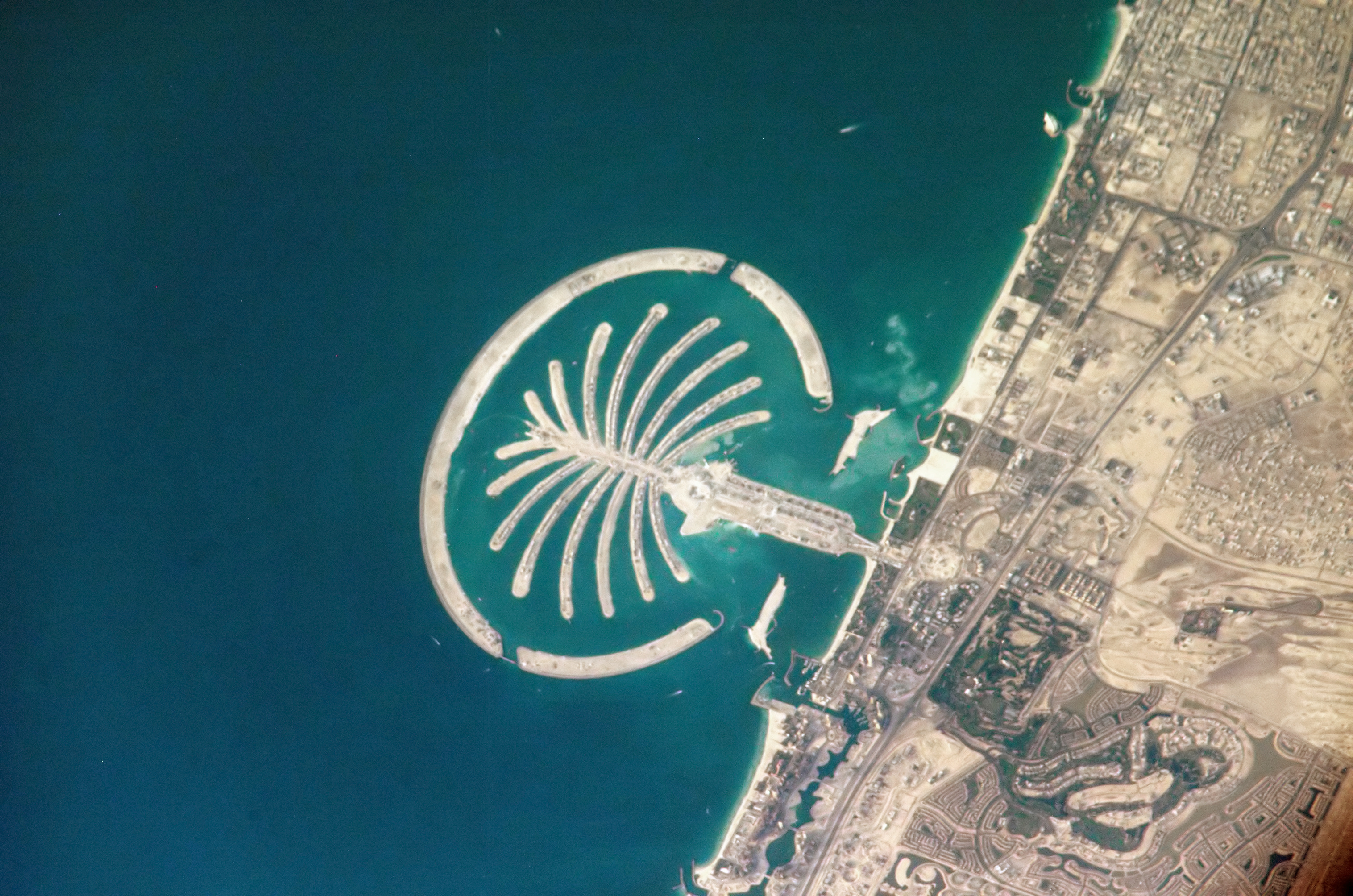
海底トンネル建設中のパーム島（アラブ首長国連邦）

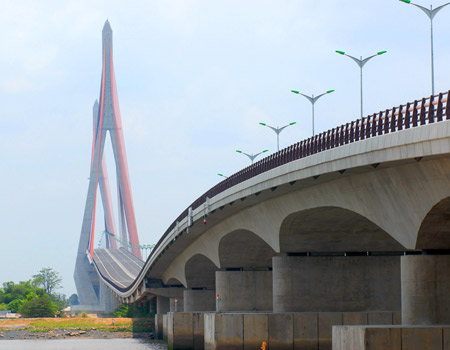
カントー橋

現在も数百件の物件を開発中である。

### 大倉組商会（1873.10 - 1887.02）
| 年   | 案件       | 所在地               | 備考 | 文化財など |
| ---- | ---------- | -------------------- | --- | ---------- |
| 1872 | 新橋停車場 | 東京都港区東新橋     | 商会設立以前に創業者・大倉喜八郎も参加し、同社「150年史」にも掲載。日本初の鉄道駅として開業し、現存せず。現：旧新橋停車場跡。                                 |            |
| 1879 | 宮城集治監 | 宮城県仙台市若林区   | 改称後：宮城刑務所。六角塔が1965年に解体され、創建時の状態とは異なる。                                                                                        |            |
| 1883 | 鹿鳴館     | 東京都千代田区内幸町 | 現存せず。当敷地には「鹿鳴館跡」のプレートのみ残り、階段と壁紙が東京大学工学部建築学科、シャンデリアが燈明寺（東京都江戸川区）に現存。現：日比谷U-1ビル跡地。 |            |

### 日本土木会社 / 大倉土木組（1887.03 - 1920.11）
以下、1911年から1917年の大倉組合併時期（大倉組土木部）も含む。
| 年   | 案件             | 所在地               | 備考 | 文化財など     |
| ---- | ---------------- | -------------------- | --- | -------------- |
| 1887 | 皇居             | 東京都千代田区千代田 | 奥宮殿表御座所を施工。東京大空襲（1945年）時に全焼したため現存せず。現：新宮殿との比較で「明治宮殿」と呼称される。                                                               |                |
| 1899 | 日本勧業銀行本店 | 千葉県千葉市美浜区   | 日本勧業銀行は、みずほ銀行の前身の一つであり、創建時は東京都千代田区内幸町に施工。1940年に千葉県内へ移築され、1961年まで千葉市役所庁舎として使用された。現：千葉トヨペット本社。 | 国の有形文化財 |
| 1890 | 帝国ホテル       | 東京都千代田区内幸町 | 初代本館を施工。ライト館とも称される2代目本館も施工（後述の「日本土木」一覧を参照）。                                                                                            |                |
| 1909 | 逓信省庁舎       | 東京都中央区銀座     | 逓信省・郵便博物館（後身：逓信総合博物館）が同居。関東大震災（1923年）で焼失したため現存せず。現：銀座郵便局。                                                                   |                |
| 1915 | 大倉組本館       | 東京都中央区銀座     | 1915年、大倉組商会（現：大倉商事）の事務所として2代目を施工。建て替えのため現存せず（後述の「大成建設」一覧を参照）。現：大倉本館（4代目）。                                     |                |

### 日本土木（1920.12 - 1924.05）
| 年   | 案件       | 所在地               | 備考 | 文化財など |
| ---- | ---------- | -------------------- | --- | ---------- |
| 1923 | 帝国ホテル | 東京都千代田区内幸町 | 初代本館に引き続き、帝国ホテルの2代目本館として施工（前述の「日本土木会社 / 大倉土木組」一覧を参照）。落成記念披露宴の予定日には、関東大震災（1923年）が発生したが、ほぼ無傷だったとされる。通称：ライト館。1968年に解体され、中央玄関部分のみが博物館明治村（愛知県犬山市）に移築・再建。 |            |

### 大倉土木（1924.06 - 1946.01）
| 年   | 案件           | 所在地               | 備考                                                                                   | 文化財など                                         |
| ---- | -------------- | -------------------- | -------------------------------------------------------------------------------------- | -------------------------------------------------- |
| 1926 | 聖徳記念絵画館 | 東京都新宿区霞ヶ丘町 |                                                                                        | 重要文化財                                         |
| 1927 | 東京地下鉄道   | 東京都台東区         | 上野 - 浅草間。現：東京地下鉄銀座線。                                                  |                                                    |
| 1927 | 大倉集古館     | 東京都港区虎ノ門     | 日本初の私立美術館。2019年にも一部整理解体・改修工事（後述の「大成建設」一覧を参照）。 | 登録有形文化財                                     |
| 1930 | 多摩聖蹟記念館 | 東京都多摩市連光寺   | 現：旧多摩聖蹟記念館。日本におけるモダン・ムーブメントの建築（2022年）に選定。         | 多摩市指定文化財及び東京都景観上重要な歴史的建造物 |
| 1933 | 東京帝国大学   | 東京都文京区本郷     | 医学部1号館を施工。現：東京大学。                                                      |                                                    |

### 大成建設（1946.01 - ）
| 年   | 案件                                               | 所在地                             | 備考 | 文化財など               |
| ---- | -------------------------------------------------- | ---------------------------------- | --- | ------------------------ |
| 1949 | 法務府庁舎                                         | 東京都千代田区霞が関               | 戦時中の罹災に伴う復旧工事。現：法務省旧本館。 | 重要文化財               |
| 1950 | 横濱ビル                                           | 神奈川県横浜市中区                 | 2020年に営業終了し、再開発のため現存せず。新築ビルは2027年に完成予定。 |                          |
| 1951 | 東京ビルヂング                                     | 東京都千代田区丸の内               | 建て替えのため現存せず。現：東京ビルディング。 |                          |
| 1953 | 慶應義塾                                           | 神奈川県横浜市                     | 普通部の学舎を竣工。 |                          |
| 1954 | 神奈川県立図書館 / 神奈川県立音楽堂                | 神奈川県横浜市西区                 | 図書館は現：神奈川県立図書館前川國男館。 | 神奈川県指定重要文化財   |
| 1955 | 東京国際空港                                       | 東京都大田区羽田空港               | 1955年、GHQ占領下から続く米軍航空輸送部隊の基地機能が残ったまま変換されたことから、現在の第3ターミナル西側・B滑走路南端付近に民間航空専用ターミナルビルを施工。1970年にも国際線到着ターミナルビルを施工。 1993年に第1旅客ターミナルビル、2004年に第2旅客ターミナルビル、2009年に国際線エプロン・構内道路等の整備工事、2010年にD滑走路の整備工事・東京国際エアカーゴターミナルを施工。2014年に国際線旅客ターミナルビル等の増築。2020年に第2旅客ターミナル国際線を施工。 |                          |
| 1958 | 大手町ビルヂング                                   | 東京都千代田区大手町               | 2020年の大規模リノベーション工事も担当し、屋上空間に大手町ビルスカイラボを整備。 |                          |
| 1958 | 国立霞ヶ丘競技場陸上競技場                         | 東京都新宿区霞ヶ丘町               | 1963年の増築も対応。建て替えのために現存せず、2019年に現：国立競技場も施工。 |                          |
| 1959 | 日本芸術院会館                                     | 東京都台東区上野公園               | |                          |
| 1960 | 岩洞ダム                                           | 岩手県盛岡市藪川                   | |                          |
| 1960 | 奥只見発電所                                       | 福島県南会津郡                     | |                          |
| 1960 | 東京商工会議所ビルディング                         | 東京都千代田区丸の内               | 富士ビルヂング・東京會舘ビルと併せて、建て替え工事のために現存せず。当敷地は現：丸の内二重橋ビルの一部となり、2018年に丸の内二重橋ビルも施工。 |                          |
| 1960 | 学習院大学                                         | 東京都豊島区目白                   | 1960年大教室、2023年に東1号館を施工。大教室は建て替えのため現存せず、跡地は現：中央教育研究棟。 |                          |
| 1960 | 尾崎記念会館                                       | 東京都千代田区永田町               | 改称後：憲政記念館。2022年、建て替えのために同館での参観終了。 |                          |
| 1960 | 浅草寺 （風神雷神門）                              | 東京都台東区浅草                   | |                          |
| 1961 | 安田生命本社ビル                                   | 東京都新宿区西新宿                 | 安田生命は、明治安田生命保険の前身の一つ。2021年、老朽化による建て替えのため現存せず。 |                          |
| 1962 | 大夕張ダム                                         | 北海道夕張市南部東町               | 2015年、夕張シューパロダムの貯砂ダムとして水没。 |                          |
| 1962 | ホテルオークラ                                     | 東京都港区虎ノ門                   | 2001年、ホテルオークラより分社化し、ホテルオークラ東京へ改称。建て替えのため現存せず、2019年に現：The Okura Tokyoも施工。 |                          |
| 1963 | 新東京ビルヂング                                   | 東京都千代田区丸の内               | 2020年頃より、大規模リニューアル工事中のため、創建時の状態とは異なる。 |                          |
| 1964 | 営団地下鉄 （銀座駅）                              | 東京都中央区銀座                   | 地下鉄銀座線・日比谷線の銀座駅と丸ノ内線の西銀座駅を統合する工事。 |                          |
| 1964 | 日本高架 （モノレール羽田線）                      | 東京都港区・大田区                 | 空港内の地下停車場をはじめ、国際線と国内線の連絡通路、軌道桁の制作等、第1・第3工区を担当。 |                          |
| 1964 | 首都高速道路 （三宅坂JCT）                         | 東京都千代田区                     | 世界初の大規模な地下立体交差。 |                          |
| 1964 | 東京カテドラル 聖マリア大聖堂                      | 東京都文京区関口                   | |                          |
| 1964 | ホテルニューオータニ                               | 東京都千代田区紀尾井町             | 1964年にザ・メインを施工したが、2007年に改修されたため創建時の状態とは異なる。1974年にもガーデンタワーを施工。 |                          |
| 1964 | 東京よみうりカントリークラブ                       | 東京都稲城市坂浜                   | |                          |
| 1964 | 東名高速道路 （横浜インターチェンジ）              | 東京都町田市・神奈川県横浜市       | |                          |
| 1965 | 大倉本館                                           | 東京都中央区銀座                   | 2代目「大倉組本館」に引き続き、建て替えに伴う施工（前述の「日本土木会社 / 大倉土木組」一覧を参照）。3代目も建て替えのため現存せず、2016年に4代目となる現：大倉本館も施工。 |                          |
| 1965 | 日本ビルヂング                                     | 東京都千代田区大手町               | 増築工事。この工事以降、第三大手町ビルヂングから改称された。老朽化と再開発のために取り壊され、現存せず。 |                          |
| 1965 | 東京交通会館ビルディング                           | 東京都千代田区有楽町               | 現：東京都庁舎開庁（1991年）までは、東京都交通局の庁舎として使用。 |                          |
| 1965 | NHK放送センター                                    | 東京都渋谷区神南                   | |                          |
| 1966 | 栗子第一隧道 （東栗子トンネル）                    | 福島県福島市                       | 栗子第一隧道は、現：国道13号線。 |                          |
| 1966 | 東京高速道路                                       | 東京都                             | 新橋・数寄屋橋・京橋間を担当。2025年4月に廃止の予定。 |                          |
| 1966 | 富士銀行本店ビル                                   | 東京都千代田区大手町               | 富士銀行は、みずほ銀行の前身の一つ。建て替えのため現存せず、2014年に後継となる現：大手町タワーも施工。富士銀行時代、行員がアメリカ同時多発テロ事件（2001年）の犠牲者となり、敷地内に慰霊碑も建立された（詳細は「#大手町の森」を参照）。 |                          |
| 1967 | 首都高速道路 （一ノ橋JCT）                         | 東京都港区三田                     | |                          |
| 1968 | 北海道庁 本庁舎                                    | 北海道札幌市中央区                 | 現：北海道庁旧本庁舎・北海道立文書館。 | 国の重要文化財           |
| 1968 | 北海道電力 （本店社屋）                            | 北海道札幌市中央区                 | |                          |
| 1968 | 国立国会図書館                                     | 東京都千代田区永田町               | 書庫棟を施工。 |                          |
| 1969 | 大津岐ダム                                         | 福島県南会津郡                     | 日本初のアスファルトフェイシングダム。 |                          |
| 1969 | 郵政省庁舎                                         | 東京都千代田区霞が関               | 郵政省庁舎としての名残から、現：日本郵政の本社ビルとしても使用された。日本郵政移転後に取り壊され、現存せず。 |                          |
| 1969 | 三菱重工業 （横浜造船所）                          | 神奈川県横浜市西区                 | 1号ドックの施工。1982年の移転に伴い現存せず。移転・改称後：横浜製作所。跡地は現：横浜みなとみらい21（1993年に横浜ランドマークタワー・三菱重工横浜ビルも施工）。 |                          |
| 1970 | 鹿島火力発電所                                     | 茨城県神栖市東和田                 | 第一期復水器冷却用水路。 |                          |
| 1971 | 大倉山シャンツェ                                   | 北海道札幌市中央区                 | 改称後：大倉山ジャンプ競技場。 |                          |
| 1971 | 銀座コア                                           | 東京都中央区銀座                   | |                          |
| 1972 | 豊平峡ダム                                         | 北海道札幌市南区                   | |                          |
| 1972 | 沼原発電所                                         | 栃木県那須塩原市                   | 第3工区を担当。 |                          |
| 1972 | 東海道本線 （有楽町隧道）                          | 東京都千代田区                     | |                          |
| 1972 | 丸紅ビルヂング                                     | 東京都千代田区大手町               | 建て替えのため、解体工事も同社が請け負い現存せず。現：丸紅ビル。 |                          |
| 1972 | 中銀カプセルタワービル                             | 東京都中央区銀座                   | 建築家・黒川紀章の代表作として知られる世界初のカプセル建築だが、「アスベスト問題」でも注目された。老朽化のため解体され、一部のカプセル部分は各所に現存。 |                          |
| 1973 | 深山ダム                                           | 栃木県那須塩原市百村字             | |                          |
| 1973 | スカイプラザ柏                                     | 千葉県柏市                         | 2024年から解体中のため現存せず。 |                          |
| 1974 | 迎賓館                                             | 東京都港区元赤坂                   | 旧赤坂離宮を迎賓施設とするための改装工事。 | 国宝                     |
| 1975 | 東北新幹線 （第一北上川橋梁）                      | 岩手県一関市                       | |                          |
| 1976 | 首都高速道路 （東京港トンネル）                    | 東京都品川区                       | 海底トンネル。 |                          |
| 1976 | 安田火災海上本社ビル                               | 東京都新宿区西新宿                 | 改称後：損保ジャパン本社ビル。愛称：パンタロンビル。第19回BCS賞受賞。 |                          |
| 1977 | 東北新幹線 （猿ケ石橋梁上部工）                    | 岩手県花巻市                       | |                          |
| 1978 | サンシャインシティ                                 | 東京都豊島区東池袋                 | 1978年にワールドインポートマートビルを施工。2011年にサンシャイン水族館を改修。 |                          |
| 1978 | 川崎港                                             | 神奈川県川崎市                     | 海底トンネル部沈埋トンネルの函体製作・沈設工事。 |                          |
| 1979 | 新宿センタービル                                   | 東京都新宿区西新宿                 | 同社創業100周年記念事業の新本社ビル建設プロジェクトとして施工。 |                          |
| 1980 | 苫東厚真発電所                                     | 北海道勇払郡                       | 苫東厚真発電所・復水器冷却用水施設を施工。 |                          |
| 1980 | 広野火力発電所                                     | 福島県双葉郡広野町                 | 1号機・2号機の施工。 |                          |
| 1981 | 日比谷国際ビルヂング                               | 東京都千代田区内幸町               | 第24回BCS賞を受賞。 |                          |
| 1982 | 新宿NSビル                                         | 東京都新宿区西新宿                 | 住友不動産の本社ビル。 |                          |
| 1983 | 旭川空港                                           | 北海道上川郡東神楽町               | 用地造成。 |                          |
| 1983 | むつ小川原国家石油備蓄基地                         | 青森県上北郡六ヶ所村               | |                          |
| 1984 | 新宿国際ビルディング                               | 東京都新宿区西新宿                 | 東京ヒルトン・インターナショナル（現：ヒルトン東京）の入居で知られる。 |                          |
| 1985 | 十勝ダム                                           | 北海道上川郡新得町トムラウシ       | |                          |
| 1985 | 科学万博つくば’85                                  | 茨城県つくば市御幸が丘             | Bブロックにあったパビリオン「芙蓉ロボット・シアター」を施工。現存せず。 |                          |
| 1985 | 東京医科大学病院                                   | 東京都新宿区西新宿                 | 施工当時は新館。現：本館。 |                          |
| 1986 | アークヒルズ （東京全日空ホテル）                  | 東京都港区赤坂                     | 改称後：ANAインターコンチネンタルホテル東京。 |                          |
| 1987 | 青函トンネル                                       | 北海道                             | 吉岡工区を担当。 |                          |
| 1988 | シェラトン・グランデ・トーキョーベイ・ホテル       | 千葉県浦安市舞浜                   | 東京ディズニーリゾート・オフィシャルホテルの一つ。 |                          |
| 1988 | 首都高速道路 （横浜ベイブリッジ）                  | 神奈川県横浜市中区・鶴見区         | 主塔部1基と端部1基を施工。 |                          |
| 1990 | 木場公園                                           | 東京都江東区                       | 第2工区の造成工事。 |                          |
| 1990 | アーバンネット大手町ビル                           | 東京都千代田区大手町               | 第33回BCS賞を受賞。2009年以降、野村ホールディングスが入居。 |                          |
| 1990 | 東京芸術劇場                                       | 東京都豊島区西池袋                 | 2012年にリニューアルされたため、創建時の状態とは異なる。2024年、設備更新工事のため休館中。 |                          |
| 1991 | 日中ダム                                           | 福島県喜多方市熱塩加納町           | |                          |
| 1991 | 東京都庁舎                                         | 東京都新宿区西新宿                 | 第一庁舎を施工。 |                          |
| 1992 | 秋田国家石油備蓄基地                               | 秋田県男鹿市船川                   | 地中式原油タンクを担当。 |                          |
| 1992 | 首都高速道路 （鶴見つばさ橋）                      | 神奈川県横浜市鶴見区               | ニューマチックケーソン式橋脚基礎2基を施工。 |                          |
| 1993 | ホテルニューオータニ幕張                           | 千葉県千葉市美浜区                 | |                          |
| 1994 | 恵比寿ガーデンプレイス                             | 東京都渋谷区・目黒区               | 1994年にサッポロビール本社・恵比寿ガーデンテラス弐番館・ビュータワーを施工。2022年にセンタープラザのリニューアル工事。 |                          |
| 1994 | 東京生命大手町野村ビル                             | 東京都千代田区大手町               | 第1期工事を担当。改称後：大成大手町ビル。 |                          |
| 1995 | JTビル                                             | 東京都港区虎ノ門                   | グッドデザイン賞（1995年）、第37回BCS賞を受賞。改称後：住友不動産虎ノ門タワー。 |                          |
| 1995 | 中央合同庁舎第6号館赤れんが棟                      | 東京都千代田区霞が関               | 東京大空襲（1945年）での消失から外観の変わる改修がされていたものを、創建時の外観へと復元工事。現：法務総合研究所 / 国立国会図書館支部・法務図書館。 | 重要文化財               |
| 1996 | テレコムセンター                                   | 東京都江東区青海                   | 東工区を担当。 |                          |
| 1996 | 東京国際フォーラム                                 | 東京都千代田区丸の内               | ホール棟を施工。 |                          |
| 1997 | クイーンズスクエア横浜                             | 神奈川県横浜市西区                 | |                          |
| 1997 | 東京湾アクアライン（風の塔）                       | 神奈川県川崎市                     | |                          |
| 1998 | 泉パークタウン                                     | 宮城県仙台市泉区                   | 1976年 - 1998年中に各所竣工。 |                          |
| 1998 | 雷電廿六木橋                                       | 埼玉県秩父市大滝                   | |                          |
| 1998 | 聖路加国際病院                                     | 東京都中央区明石町                 | 1号館の施工。「トイスラー記念館」の移築・復元工事。 | 中央区民有形文化財建造物 |
| 1998 | ゲートシティ大崎                                   | 東京都品川区大崎                   | |                          |
| 1998 | 新宿サザンテラス                                   | 東京都渋谷区代々木                 | 小田急サザンタワーを含む施工。 |                          |
| 1999 | 四万川ダム                                         | 群馬県吾妻郡中之条町               | |                          |
| 2000 | アクアマリンふくしま                               | 福島県いわき市小名浜               | |                          |
| 2000 | さいたまスーパーアリーナ                           | 埼玉県さいたま市中央区             | |                          |
| 2000 | さいたま新都心郵政庁舎                             | 埼玉県                             | |                          |
| 2000 | 東京スタジアム                                     | 東京都調布市西町                   | 別称：味の素スタジアム。 |                          |
| 2001 | 札幌ドーム                                         | 北海道札幌市豊平区羊ケ丘           | |                          |
| 2001 | 法政大学 （市ヶ谷キャンパス）                      | 東京都千代田区富士見               | 2001年にボアソナード・タワー、2021年に富士見ゲート・大内山校舎を施工。 |                          |
| 2001 | 自由学園明日館                                     | 東京都豊島区西池袋                 | 保存修復工事。日本におけるモダン・ムーブメントの建築（2003年）に選定。 | 重要文化財               |
| 2002 | 品川プリンスホテル                                 | 東京都港区高輪                     | アネックスタワーを施工。2019年にリニューアルされ、創建時の状態とは異なる。2015年、アクアパーク品川を改修。 |                          |
| 2002 | プルデンシャルタワー                               | 東京都千代田区永田町               | 第46回BCS賞受賞。当敷地は、ホテルニュージャパン火災（1982年）の現場としても知られる。 |                          |
| 2004 | 札幌プリンスホテルタワー                           | 北海道札幌市中央区                 | |                          |
| 2004 | JR東日本 （秋葉原駅）                              | 東京都千代田区                     | 高架橋の受け替え改修工事。 |                          |
| 2004 | 松屋銀座                                           | 東京都中央区銀座                   | 改修工事。 |                          |
| 2004 | 新江ノ島水族館                                     | 神奈川県藤沢市片瀬海岸             | |                          |
| 2005 | 環状8号線 （南田中トンネル）                       | 東京都杉並区・練馬区               | |                          |
| 2005 | 慶應義塾大学 （三田キャンパス）                    | 東京都港区三田                     | 南館を施工。 |                          |
| 2005 | Mikimoto Ginza2                                    | 東京都中央区銀座                   | ミキモト銀座2丁目店店舗。グッドデザイン賞（2006年）受賞。 |                          |
| 2006 | 忠別ダム                                           | 北海道上川郡東神楽町               | |                          |
| 2006 | 国道283号 （滝観洞トンネル）                       | 岩手県気仙郡                       | |                          |
| 2006 | 東京大学 （柏キャンパス）                          | 千葉県柏市                         | 新領域環境棟を施工。 |                          |
| 2006 | 明治大学 （府中合宿所）                            | 東京都府中市若松町                 | 三井物産府中グランドから明治大学野球グランド及び中高グランド施設に改修。 |                          |
| 2006 | 東急東横線                                         | 神奈川県横浜市神奈川区             | 東白楽駅 - 横浜駅間の地下化に伴う第2工区を担当。 |                          |
| 2007 | 東京ベイコート倶楽部 ホテル&スパリゾート           | 東京都江東区有明                   | |                          |
| 2007 | ザ・ペニンシュラ東京                               | 東京都千代田区有楽町               | |                          |
| 2007 | 東京ミッドタウン                                   | 東京都港区赤坂                     | ウェスト棟・イースト棟を施工。 |                          |
| 2007 | 霞が関コモンゲート                                 | 東京都千代田区霞が関               | 中央合同庁舎第7号館を施工。 |                          |
| 2008 | 日本海沿岸東北自動車道 （雪沢第二トンネル）        | 秋田県鹿角郡                       | トンネルを含む延伸工事。 |                          |
| 2008 | アステラス製薬 （つくば研究センター）              | 茨城県つくば市                     | 新棟・研究棟を施工。 |                          |
| 2008 | 専修学校代々木ゼミナール本部校                     | 東京都渋谷区代々木                 | 第20回JSCA賞作品賞、第10回日本免震構造協会賞・作品賞、第50回BCS賞、グッドデザイン賞（2009年）を受賞。 |                          |
| 2008 | 前川製作所本社ビル                                 | 東京都江東区牡丹                   | 日本建築士会連合会賞優秀賞（2009年）、東京建築賞2010第36回建築作品コンクール東京都知事賞・一般部門二類最優秀賞、第11回日本免震構造協会賞作品賞、平成22年度日事連建築賞受賞作品一般建築部門優秀賞、グッドデザイン賞（2010年）を受賞。 |                          |
| 2009 | 越谷レイクタウン                                   | 埼玉県越谷市                       | 戸建住宅地開発事業造成。 |                          |
| 2009 | 首都高速道路 （山手トンネル）                      | 東京都渋谷区                       | 代々木シールドトンネルを切り開き、富ヶ谷出入口を構築。 |                          |
| 2009 | 味の素 （開発研究所）                              | 神奈川県川崎市川崎区               | 2009年に改称後：バイオ・ファイン研究所、2020年に食品研究所北棟を施工。 |                          |
| 2010 | 仙台トラストタワー                                 | 宮城県仙台市青葉区                 | |                          |
| 2010 | 早稲田大学 （早稲田キャンパス）                    | 東京都新宿区西早稲田               | キャンパス内2号館の改修工事。 |                          |
| 2011 | 東京エレクトロン （本社）                          | 宮城県黒川郡                       | 2011年に宮城本社工場、2017年に宮城物流棟、2018年に宮城第二開発棟、2021年に宮城技術革新センターを施工。 |                          |
| 2011 | さくらインターネット・ 石狩データセンター          | 北海道石狩市                       | |                          |
| 2011 | JR東日本吾妻線 （第三吾妻川橋梁）                  | 群馬県吾妻郡                       | |                          |
| 2011 | 高崎市総合保健センター / 高崎市中央図書館          | 群馬県高崎市高松町                 | |                          |
| 2011 | 東京モノレール （羽田空港国際線ターミナル駅）      | 東京都大田区羽田空港               | |                          |
| 2011 | 荒川区本庁舎                                       | 東京都荒川区荒川                   | 改修工事。 |                          |
| 2011 | 住友不動産新宿グランドタワー                       | 東京都新宿区西新宿                 | |                          |
| 2012 | 本田技研工業 （埼玉製作所）                        | 埼玉県大里郡                       | 2012年に寄居工場、2020年に寄居工場グローバル製造技術棟を施工。 |                          |
| 2012 | 東京都美術館                                       | 東京都台東区上野公園               | 新館の改修工事。 |                          |
| 2012 | ヒューリック本社ビル                               | 東京都中央区日本橋大伝馬町         | |                          |
| 2012 | 東京スカイツリータウン                             | 東京都墨田区押上                   | ウエストヤードを施工。 |                          |
| 2012 | JPタワー                                           | 東京都千代田区丸の内               | 旧：東京中央郵便局舎を一部保存した低層棟と高層棟で構成。第56回BCS賞を受賞。 |                          |
| 2012 | 横浜三井ビルディング                               | 神奈川県横浜市西区                 | 世界最大級の鉄道模型博物館・原鉄道模型博物館が入居。 |                          |
| 2013 | 仙台市高速鉄道東西線                               | 宮城県仙台市                       | 2013年に荒井車庫工区、2014年に西公園工区、2015年に仙台駅工区を担当。尚、西公園工区においては、大町西公園駅及び西公園トンネルを開削工法、双設の青葉通トンネルを全線ウォータータイトによる山岳工法にて構築。 |                          |
| 2013 | 第一三共バイオテック （研究生産棟）                | 埼玉県北本市                       | |                          |
| 2013 | 沢井製薬 （関東工場）                              | 千葉県茂原市                       | |                          |
| 2013 | 首都高速中央環状（品川線）                         | 東京都品川区・目黒区               | |                          |
| 2013 | ワテラス                                           | 東京都千代田区神田淡路町           | ワテラスタワー、ワテラスアネックスを施工。 |                          |
| 2013 | 創価学会 （総本部）                                | 東京都新宿区信濃町                 | 2013年に広宣流布大誓堂、2020年に創価宝光会館を施工。 |                          |
| 2013 | ライオン （平井研究所）                            | 東京都江戸川区平井                 | R&Dセンター新研究棟B棟を施工。 |                          |
| 2013 | 御茶ノ水ソラシティ                                 | 東京都千代田区神田駿河台           | |                          |
| 2013 | MARK IS みなとみらい                               | 神奈川県横浜市西区                 | |                          |
| 2014 | 鹿島火力発電所                                     | 茨城県神栖市東和田                 | ７－1，2，3号機蒸気タービン建屋。 |                          |
| 2014 | 災害廃棄物処理業務 （気仙沼処理区）                | 宮城県気仙沼市                     | 東日本大震災（2011年）に伴う気仙沼市内災害廃棄物の運搬など。 |                          |
| 2014 | 豊洲市場                                           | 東京都江東区豊洲                   | 当敷地は、1950年代に東京ガスが埋め立て、東京ガス豊洲工場の跡地であることから、「築地市場移転問題」に指摘された土壌汚染対策工事の7街区を担当。 |                          |
| 2014 | キラリナ京王吉祥寺                                 | 東京都武蔵野市吉祥寺南町           | |                          |
| 2014 | キューピー （仙川キユーポート）                    | 東京都調布市仙川町                 | 第16回日本免震構造協会賞作品賞を受賞。 |                          |
| 2014 | 小平市立仲町公民館 / 仲町図書館                    | 東京都小平市仲町                   | 別称：なかまちテラス。 |                          |
| 2014 | 八王子市総合体育館                                 | 東京都八王子市狭間町               | 愛称：エスフォルタアリーナ八王子。 |                          |
| 2014 | 大成建設 （技術センター）                          | 神奈川県横浜市戸塚区               | 2014年にZEB実証棟、2018年に次世代研究開発棟、2020年にオープンミーティングスペース、2021年に音響のラボを施工。 |                          |
| 2015 | オリックス白老町メガソーラー発電所                 | 北海道白老郡白老町                 | |                          |
| 2015 | オリックス更別十勝メガソーラースピードウェイ発電所 | 北海道河西郡更別村                 | |                          |
| 2015 | 夕張シューパロダム                                 | 北海道夕張市南部青葉町             | 1962年に同社が施工した大夕張ダムが沈む。 |                          |
| 2015 | 仙台うみの杜水族館                                 | 宮城県仙台市宮城野区               | |                          |
| 2015 | ウェスタ川越                                       | 埼玉県川越市新宿町                 | |                          |
| 2015 | コクーンシティ                                     | 埼玉県さいたま市大宮区             | コクーン2を施工。 |                          |
| 2015 | 成田国際空港                                       | 千葉県成田市                       | 2015年、第3旅客ターミナルビル施工後、2023年に同ビルの増築・改修・連絡通路新設。 |                          |
| 2015 | としまエコミューゼタウン                           | 東京都豊島区南池袋                 | 豊島区役所が入居。庁舎と超高層マンションが合築された国内初の複合施設。グッドデザイン賞（2015年）、第58回BCS賞を受賞。 |                          |
| 2015 | パークシティ大崎                                   | 東京都品川区北品川                 | 大崎ブライトタワー、大崎ブライトコア、パークシティ大崎・ザ・レジデンスを施工。 |                          |
| 2015 | 新宿区役所本庁舎                                   | 東京都新宿区歌舞伎町               | 免震改修工事。 |                          |
| 2015 | 渋谷駅                                             | 東京都渋谷区                       | 地下鉄13号線・東急東横線の相互直通運転化に伴う接続のための渋谷駅建設二期工事。 |                          |
| 2015 | ららぽーと海老名                                   | 神奈川県海老名市扇町               | |                          |
| 2015 | 等々力陸上競技場                                   | 神奈川県川崎市中原区               | メインスタンドを施工。 |                          |
| 2016 | 国立病院機構渋川医療センター                       | 群馬県渋川市白川                   | |                          |
| 2016 | 春日部市立医療センター                             | 埼玉県春日部市中央                 | |                          |
| 2016 | さいたま赤十字病院                                 | 埼玉県さいたま市中央区             | |                          |
| 2016 | 日本コカ･コーラ （本社）                           | 東京都渋谷区渋谷                   | |                          |
| 2016 | 銀座プレイス                                       | 東京都中央区銀座                   | |                          |
| 2016 | 東京都立 新島高等学校                              | 東京都新島村本村                   | |                          |
| 2016 | 住友不動産六本木グランドタワー                     | 東京都港区六本木                   | 2016年に施工し、同年中にテレビ東京ホールディングス本社社屋部分も担当。 |                          |
| 2016 | よみうりランド                                     | 東京都稲城市・神奈川県川崎市多摩区 | 2016年に「グッジョバ!!」エリア、2021年に同エリア内のスペース・ファクトリー施工。 |                          |
| 2016 | 横浜市南区総合庁舎                                 | 神奈川県横浜市南区                 | |                          |
| 2017 | 函館江差自動車道 木古内町 （渡島トンネル）         | 北海道上磯郡木古内町               | 木古内工区を担当。 |                          |
| 2017 | 気仙沼市立病院                                     | 宮城県気仙沼市赤岩                 | |                          |
| 2017 | 仙台高等裁判所 仙台地方裁判所 仙台簡易裁判所 庁舎  | 宮城県仙台市青葉区                 | 免震改修。 |                          |
| 2017 | 酒田市庁舎                                         | 山形県酒田市                       | 改築工事。 |                          |
| 2017 | 秩父市役所本庁舎 / 秩父宮記念市民会館              | 埼玉県秩父市                       | |                          |
| 2017 | 明治 （東日本MDC）                                 | 埼玉県坂戸市                       | |                          |
| 2017 | 日本食研ホールディングス （本社）                  | 千葉県印旛郡                       | 千葉本社工場第4期増築。 |                          |
| 2017 | 鎌ケ谷市庁舎                                       | 千葉県鎌ケ谷市                     | 免震改修。 |                          |
| 2017 | 市原市役所                                         | 千葉県市原市                       | 第1庁舎を施工。 |                          |
| 2017 | 千葉県衛生研究所                                   | 千葉県千葉市                       | |                          |
| 2017 | 上智大学 （四谷キャンパス）                        | 東京都千代田区紀尾井町             | ６号館・ソフィアタワーを施工。 |                          |
| 2017 | 渋谷キャスト                                       | 東京都渋谷区渋谷                   | グッドデザイン賞（2018年）を受賞。 |                          |
| 2017 | CHANEL GINZA NAMIKI                                | 東京都中央区銀座                   | シャネル銀座並木の直営店舗。日本建築家協会優秀建築選100作品（2018年度）に選定。 |                          |
| 2017 | 東郷神社                                           | 東京都渋谷区神宮前                 | 至誠館を施工。 |                          |
| 2017 | 神宮前タワービルディング                           | 東京都渋谷区神宮前                 | |                          |
| 2017 | 大手町駅                                           | 東京都千代田区                     | 2017年に東京メトロ東西線の改修工事を担当し、2019年に東京メトロ半蔵門線の当駅を施工。2021年に駅構内バリアフリー化のための5・9号線連絡通路部の増・改築工事。 |                          |
| 2017 | 東京大学 （本郷地区キャンパス）                    | 東京都文京区本郷                   | 国際学術総合研究棟を施工。 |                          |
| 2017 | 箱根小涌園                                         | 神奈川県足柄下郡箱根町             | 天悠を施工。 |                          |
| 2017 | 厚木市立病院                                       | 神奈川県厚木市水引                 | |                          |
| 2017 | 神奈川県総合リハビリテーションセンター             | 神奈川県厚木市七沢                 | |                          |
| 2018 | 石狩湾新港発電所                                   | 北海道小樽市                       | 1号機の主要煙突新設工事。 |                          |
| 2018 | 釜石鵜住居復興スタジアム                           | 岩手県釜石市鵜住居町               | |                          |
| 2018 | 南相馬原町東太陽光発電所                           | 福島県南相馬市原町                 | |                          |
| 2018 | 森永乳業 （利根工場）                              | 茨城県常総市                       | |                          |
| 2018 | 水戸市役所本庁舎                                   | 茨城県水戸市中央                   | |                          |
| 2018 | 芳賀赤十字病院                                     | 栃木県真岡市中郷                   | |                          |
| 2018 | 白井市役所本庁舎                                   | 千葉県白井市                       | |                          |
| 2018 | 千葉県いすみ市立夷隅小学校                         | 千葉県いすみ市                     | |                          |
| 2018 | Studio Tanta                                       | 東京都渋谷区富ケ谷                 | グッドデザイン賞（2019年）を受賞。 |                          |
| 2018 | 日本テレビ （番町スタジオ）                        | 東京都千代田区二番町               | |                          |
| 2018 | 港区立郷土歴史館                                   | 東京都港区白金台                   | 旧国立公衆衛生院の建物に改修工事を行い、複合施設「ゆかしの杜」として再生。耐震改修優秀建築表彰で国土交通大臣賞耐震改修優秀建築賞を受賞。 |                          |
| 2019 | サンルダム                                         | 北海道上川郡下川町                 | |                          |
| 2019 | 天台寺                                             | 岩手県二戸市浄法寺町               | 本堂・仁王門の保存修繕工事。 | 国指定重要文化財         |
| 2019 | 気仙沼市魚市場                                     | 宮城県気仙沼市                     | |                          |
| 2019 | 大宮区役所                                         | 埼玉県さいたま市                   | 新庁舎整備事業。 |                          |
| 2019 | 軽井沢高原ゴルフ倶楽部HANARE                       | 群馬県吾妻郡                       | |                          |
| 2019 | スターツおおたかの森ホール                         | 千葉県流山市                       | |                          |
| 2019 | JR東日本 （千葉駅）                                | 千葉県千葉市中央区                 | |                          |
| 2019 | 馬事公苑                                           | 東京都世田谷区上用賀               | 整備工事。 |                          |
| 2019 | 大倉集古館                                         | 東京都港区虎ノ門                   | 1927年の施工に引き続き、敷地内のThe Okura Tokyo建て替えに伴う一部整理解体・改修工事（前述の「大倉土木」一覧を参照）。 | 登録有形文化財           |
| 2019 | うめとぴあ                                         | 東京都世田谷区松原                 | 世田谷区立保健医療福祉総合プラザ・世田谷区医師会館を施工。 |                          |
| 2019 | 海の森水上競技場                                   | 東京都江東区海の森                 | 東京オリンピック2020（2021年）における競技場として整備。 |                          |
| 2019 | 横浜アンパンマンこどもミュージアム                 | 神奈川県横浜市西区                 | 改称後：横浜アンパンマンこどもミュージアム&モール。 |                          |
| 2020 | 新千歳空港                                         | 北海道千歳市                       | 国際線旅客ターミナルビル増築。 |                          |
| 2020 | 常磐自動車道 （岩沼工事）                          | 宮城県                             | 亘理IC南 - 岩沼IC区間を担当。 |                          |
| 2020 | しまむら （新本社ビル）                            | 埼玉県さいたま市                   | |                          |
| 2020 | CO・MO・RE YOTSUYA                                 | 東京都新宿区四谷                   | 工事前の埋蔵文化財調査では、江戸時代の四谷塩町が出るなど、施工を手掛けた大成建設はスケジュール調整に苦労したという。 |                          |
| 2020 | 東京港 （海の森トンネル）                          | 東京都江東区                       | 南北道路トンネルを沈埋トンネル工法により新設。 |                          |
| 2020 | 日野市役所本庁舎                                   | 東京都日野市神明                   | 免震改修。 |                          |
| 2020 | 気象庁                                             | 東京都港区虎ノ門                   | |                          |
| 2020 | SOMPO美術館                                        | 東京都新宿区西新宿                 | |                          |
| 2020 | 京急グループ本社                                   | 神奈川県横浜市西区                 | 京急ミュージアムを併設。 |                          |
| 2021 | 国立病院機構北海道医療センター                     | 北海道札幌市西区山の手             | 新館棟を施工。 |                          |
| 2021 | 大川外河川災害復旧                                 | 宮城県気仙沼市                     | 東日本大震災（2011年）に伴う復旧工事。 |                          |
| 2021 | いわき市医療センター                               | 福島県いわき市内郷御厩町           | |                          |
| 2021 | 三和ホールディングス （太田工場）                  | 群馬県太田市                       | 太田工場物流棟を施工。 |                          |
| 2021 | 栃木県総合運動公園東エリア                         | 栃木県宇都宮市西川田               | |                          |
| 2021 | 日環アリーナ栃木                                   | 栃木県宇都宮市西川田               | [ 52 ] |                          |
| 2022 | 千葉縣護國神社                                     | 千葉県千葉市若葉区                 | |                          |
| 2023 | 国道144号 （鳴岩橋）                               | 群馬県吾妻郡嬬恋村                 | 台風19号（2019年）による復旧工事。 |                          |
| 2023 | 中央大学 （駿河台キャンパス）                      | 東京都千代田区神田駿河台           | |                          |
| 2023 | 住友不動産渋谷ファーストタワー                     | 東京都渋谷区東                     | |                          |

（以下、編集中）
| 1978 | オークラホテル新潟            | 新潟県新潟市中央区   | 改称後：ホテルオークラ新潟。                                                |  |
| 1990 | 関越自動車道 （関越トンネル） | 新潟県南魚沼郡湯沢町 | 湯沢側を担当。                                                              |  |
| 1993 | 三国川ダム                    | 新潟県南魚沼市       |                                                                             |  |
| 2000 | 東新潟火力発電所              | 新潟県北蒲原郡聖籠町 | 4号機新設工事のうち、取水口、放水路等の復水器冷却用水施設関連他工事を担当。 |  |
| 2009 | 国道49号 （赤岩トンネル）     | 新潟県東蒲原郡       |                                                                             |  |
| 2010 | 北陸新幹線 （飯山トンネル）   | 新潟県新井市         | 木成工区を担当。                                                            |  |
| 2018 | 上越市立水族博物館            | 新潟県上越市五智     |                                                                             |  |
| 2022 | 上越火力発電所                | 新潟県上越市八千浦   | 1号機を施工。                                                               |  |
| 2023 | 蔵春閣                        | 新潟県新発田市諏訪町 | 移築工事。                                                                  |  |
|      |                               |                      |                                                                             |  |

- 関西電力黒部川第四発電所 第5工区（富山県）

- 石川県庁舎（2代目庁舎、現・石川県政記念しいのき迎賓館、石川県金沢市）

- 関西電力高浜発電所 1, 2号機（福井県）

- JRセントラルタワーズ（愛知県）

- 中部国際空港（愛知県）
- 中部電力 西名古屋火力発電所7号系列本館（愛知県）
- 東海テレビ放送・東海ラジオ放送本社・放送センタービル（愛知県）
- 豊田スタジアム（愛知県）
- 名古屋ルーセントタワー (愛知県)
- ノリタケの森（愛知県）

- 京都水族館（京都府）
- 京都鉄道博物館（京都府）

- ABCセンター（大阪市）
  - 朝日放送旧社屋（移転により解体[注 1]）
  - 大阪タワー（解体[注 1]）
  - ホテルプラザ（解体[注 1]）
  - ザ・シンフォニーホール（大阪市）
- 大阪城ホール（大阪府）
- 関西将棋会館 (大阪府高槻市)
- キングマンション堂島川 (大阪市福島区)
- ザ・シンフォニーホール（大阪府）
- 市立吹田市民病院（大阪府）
- センタラグランドホテル大阪（大阪府）
- 本町ガーデンシティ (大阪府)
- 明治安田生命大阪梅田ビル (大阪府)

- 明石海峡大橋（兵庫県）
- 神戸ファッション美術館（神戸市）

- ダイヤモンドシティ・ソレイユ（現：イオンモール広島府中）（広島県）
- 広島県庁舎本庁舎 (広島県)

- サンポート高松シンボルタワー（香川県）
- 南北備讃瀬戸大橋 下部工 北工区（香川県）
- 高松市屋島競技場屋島（レクザムフィールド）（香川県）

- オーテピア（高知県）
- 大渡ダム（高知県）

- 九州国立博物館（福岡県）

- 沖縄県庁舎 (沖縄県)

### 日本国外
- コハットトンネル（パキスタン）
- きずな橋（カンボジア）
- カントー橋（ベトナム、JV）
- マレ島消波堤（モルディブ）
- すばる天文台（アメリカ）
- クアラルンプール国際空港（マレーシア）
- アルマスタワー（2010年、アラブ首長国連邦）
- パーム島の海底トンネル（アラブ首長国連邦）
- 香港ジョッキークラブ沙田競馬場（香港）
- ボスポラス海峡横断鉄道トンネル（2014年、トルコ）
- 烏山頭ダム（台湾、ほか3社が参画）
- 大甲渓鉄橋[54]（台湾）
- 高屏渓斜張橋（台湾、ほか3社が参画）
- ソウル・プラザ・ホテル（韓国）
- MRT環状線（シンガポール）
- ノイバイ国際空港第2ターミナル（2014年、ベトナム）
- コロンボ外郭環状道路（2015年、スリランカ）

## 住宅地開発
- 八千代・もえぎ野
- いわき市泉もえぎ台

## 開発住宅団地
大成建設では関連会社の大成ユーレック（旧社名：大成プレハブ、2001年改称）とともに、いくつか集合住宅タイプの住宅団地の開発を手がけている。
- 大宮七里グリーンハイツ：1971年（昭和46年）、埼玉県さいたま市、開発主体：大成建設、設計施工：大成建設グループ
- 鎌ヶ谷グリーンハイツ：1972年（昭和47年）、千葉県鎌ケ谷市、開発主体：大成建設
- 船橋グリーンハイツ：1974年（昭和49年）、千葉県船橋市、開発主体：大成建設、設計施工：大成プレハブ
- 船橋二和グリーンハイツ：1981年（昭和56年）、千葉県船橋市、開発主体：大成建設
- 鎌倉グリーハイツ：1972年（昭和47年）、神奈川県鎌倉市、開発主体：大成建設、設計施工：大成プレハブ
- 湘南長沢グリーンハイツ：1980年（昭和55年）、神奈川県横須賀市、開発主体：事業主：大成建設、設計施工：大成プレハブ
- 鵜野森ハイツ：1967年（昭和42年）、神奈川県相模原市、開発主体：大成プレハブ、設計施工：大成プレハブ
- 新原町田グリーンハイツ：1970年（昭和45年）、神奈川県相模原市、開発主体：大成プレハブ、設計施工：大成プレハブ
- 宮前平グリーンハイツ：神奈川県川崎市、開発主体：大成建設、施工：大成建設、管理：大成サービス
- 戸塚芙蓉ハイツ：1973年（昭和48年）、神奈川県横浜市、開発主体：昭興、設計施工：大成プレハブ
- 藤阪ハイツ：1974年（昭和49年）、大阪府枚方市、開発主体：有楽土地、設計施工：大成プレハブ
- 高槻グリーンハイツ：1979年（昭和54年）、大阪府高槻市、開発主体：東京建物・大成プレハブ、設計施工：大成プレハブ

## 広告活動
大成建設は、アニメーションCMを中心に積極的に企業広告を行っていた。現在は、キャッチコピー「地図に残る仕事」をテーマにグループCMを展開している。

### 【アニメーションCM】
2011年度よりコミックス・ウェーブ・フィルム制作のアニメーションによる企業イメージCMが放映された。
- 新海誠監督によるもの
  - ボスポラス海峡トンネル（トルコ）篇 - 音楽：熊木杏里「ファイト」・声の出演：黒川芽以
  - スリランカ高速道路（スリランカ）篇 - 音楽：天門・声の出演：柄本佑
  - ノイバイ国際空港（ベトナム）篇 - 音楽：Unlimited tone「Change」・声の出演：本郷奏多
  - シンガポール地下鉄（シンガポール）篇 - 音楽：スキマスイッチ「ミスターカイト」・声の出演：長澤まさみ
  - ヤンゴン新専門病院（ミャンマー）篇 - 音楽：ヨルシカ「春泥棒」・声の出演：松岡茉優
- 田澤潮監督および作画によるもの
  - 新ドーハ国際空港（カタール）篇 - 美術：丹治匠・音楽：菅野祐悟・声の出演：萩原聖人

### 【大成建設グループCM】
2021年度より、「ピクトグラム」と「人の手」で構成された大成建設グループイメージCMが放映開始された。
- 辻川幸一郎監督によるもの
  - 「この手から」篇 - 音楽：トクマルシューゴ

2023年度より、キャッチコピー「地図に残る仕事。」をテーマに、建造物や若手社員の映像で構成された大成建設グループCMが放映開始された。
- 出村拓也監督によるもの
  - 「地図に残る仕事。」篇 - 音楽：レイチェル・プラッテン「Fight Song」
  - 「つぎは私たちの番だ」篇 ‐ 音楽：レイチェル・プラッテン「Fight Song」

### その他
ラジオCM
2023年度より、キャッチコピー「地図に残る仕事。」をテーマとした大成建設グループCMが放送開始。
SNS
2013年より大成建設公式Facebookページ、2018年より大成建設公式Youtubeチャンネル、2023年より大成建設公式Ｘ(旧twitter)アカウント、2024年より大成建設公式Instagramアカウントが開設された。各種SNSにおいて、会社広告と更新が続く。
将棋
2020年より、将棋の女流棋戦の一つである清麗戦の主催を務め、棋戦名称も「大成建設杯清麗戦」となる。

### 提供番組

#### 現在
- Music Salus（FMサルース）
- 東海ラジオ ガッツナイター（東海ラジオ）
- 金曜ロードショー （日本テレビ系）※日曜ドラマから提供枠引き継ぎ、長年続いた積水ハウスから引き継ぎ。
- 24時間テレビ（日本テレビ系・スポット）

#### 過去
- ヒカリノモリ（日本テレビ、関東ローカル、一社提供）
- NNNニュースプラス1（日本テレビ、土曜日）
- スーパーテレビ情報最前線（日本テレビ系、1990年代）
- 年末時代劇スペシャル（日本テレビ系）
- トヨタクラブワールドカップ（日本テレビ系、後半スポンサー/日替わり）
- ワールドビジネスサテライト（テレビ東京系列）2012年1月から3月まで
- モヤモヤさまぁ〜ず2（テレビ東京系列）2013年7月から2016年3月まで
- 日曜ドラマ（日本テレビ系列）2015年4月から2019年3月まで、現在、『金曜ロードショー』にて番組提供継続。
- YOUは何しに日本へ?（テレビ東京系列）
- 旅・わくわく（CBC、TBS系）
- ザ・シンフォニーホール・アワー（朝日放送ラジオ）
- EAR STATION 耳の穴（TOKYO FM）
- TBSラジオナイター - 五洋建設、クボタハウス、1992年シーズンでは子会社の大成ロテックも提供。
- 出川哲朗の充電させてもらえませんか?（テレビ東京、関東ローカル）
- ニッポン放送ショウアップナイター（ニッポン放送）
- おいでよクリエイティブ（文化放送）
- スタイルプラス（東海テレビ）

## グループ企業
建設事業 
- ピーエス・コンストラクション
- 大成ロテック
- 大成ユーレック
- 大成設備
- 大成建設ハウジング
- 成和リニューアルワークス
- ボー

 不動産エレベーター
- 大成有楽不動産
- 大成有楽不動産販売
- 神戸ファッションプラザ
- シンボルタワー開発（高松シンボルタワー）
- 大成建設ビルマネジメント

 ホテル事業 
- ホテルプリシード名古屋
- ホテルプリシード郡山
- ホテルプラザ神戸（旧ホテルプラザグループ）

 その他事業 
- 大成情報システム
- 大成ツーリスト
- 大成スタッフサービス
- 大成ビジネスサポート
- タイセイ総合研究所（トータルソリューション研究所）
- 北軽井沢開発（軽井沢高原ゴルフ倶楽部）
- ミュージアム・タイセイ（ジョン・レノン・ミュージアム）

 海外現地法人 
- PP大成インドネシア建設
- 大成タイランド
- ビナタ・インターナショナル
- 大成ミャンマー
- 中建‐大成建築有限責任公司
- 大成フィリピン建設
- インドタイセイ インダ デベロップメント

## 不祥事
- 2006年（平成18年）5月11日、 防衛施設庁談合事件にからむ不正入札に関して、国土交通省から30日間の営業停止命令が下りる。同事件に絡むでは営業停止命令は、大成建設を含むゼネコン大手など8社に及んだ。
- 2007年（平成19年）9月26日、TKN（大成建設、鹿島建設、新日鉄エンジニアリングのジョイントベンチャー）が建設中のカントー橋が崩落し、死者55人、負傷者79人を出す大事故となった。調査の結果、事故の主因は予測不可能であったと結論され、TKNにより建設が継続された[57]。
- 同社が2010 - 2013年3月期の3年間で、約2億円の申告漏れを東京国税局から指摘されていたことが、2014年6月に判明した。指摘額のうち約6,000万円については、同社幹部社員の男性が、下請会社に対し虚偽の発注を繰り返した上で裏金を捻出し、私的にマンションを建設するための費用に使っていたとして、所得隠しと認定された。同社はこの件については、報道機関の取材に対しコメントを避けており、問題の幹部社員も取材に応じていない模様である[58]。
- 2016年（平成28年）11月8日、大成建設が施工していた福岡県福岡市博多区の博多駅前2丁目交差点付近の地下鉄トンネル延伸工事現場で陥没事故（博多駅前道路陥没事故）が発生。崩落の原因について、2017年3月にまとめられた有識者委員会の報告書では、工事の地盤調査の誤りと、地盤のもろさが指摘されている。
- 2017年（平成29年）8月11日、大成建設が施工していた東京都千代田区丸の内のビル建て替え工事現場で、3人の作業員が死亡する事故が発生。50代の男性作業員が5階で内壁の工事中に、約3m×3mのエレベーター開口部を塞ぐ鉄板の上を高所作業車で乗り上げた際、鉄板の許容荷重を超過したとみられ、付近にいた40代の作業員2人を巻き込み約25m下の地下3階まで転落した[59][60][61][62]。東京都は19日、大成建設を2カ月間の指名停止処分にした[63]。
- 2018年（平成30年）3月2日、中央新幹線をめぐる談合で、大成建設の元常務執行役員及び鹿島建設の幹部が私的独占の禁止及び公正取引の確保に関する法律（独占禁止法）違反の容疑で東京地検特捜部に逮捕された[64][65]。その後、公正取引委員会の刑事告発を受け、3月23日に法人としての大成建設等4社と同社元常務執行役員ら2人が起訴された[66]。2021年（令和3年）3月1日、東京地方裁判所から法人としての大成建設に罰金2億5000万円、常務執行役員に懲役1年6月、執行猶予3年が言い渡された[67]。2023年（令和5年）3月2日、東京高等裁判所は大成建設と元常務の控訴を棄却した[68]。
- 2023年（令和5年）1月末、北海道札幌市中央区北1条西5丁目に建設中だった、地上26階、地下2階建ての複合高層ビルで、事業主のNTT都市開発による現地視察にて発注したものと異なるボルトが使われていたことが判明。調査を行ったところ、大成建設による施工不良および計測値の虚偽報告が発覚し、23%ほど進んでいた工事を概ねやり直す事態となった[69]。大成建設は3月16日付けで事実と役員の辞任を発表した[70][71]。大成建設は4月17日、ビルの建て直し費用と工期の遅れによる違約金として、約240億円の損失を計上し、相川善郎社長以下社外を除く取締役・執行役員全員の役員報酬減額処分を発表した[72]。
- 同年9月19日、東京都中央区の再開発工事現場で作業員2人が死亡した。大成建設は大林組との共同企業体として工事を担っている[73]。
- 2025年（令和7年）5月30日、大成建設の社員らが上記の札幌市の高層ビルの施行不良が発表される前に同社株のインサイダー取引をしたとして、証券取引等監視委員会は金融商品取引法違反の疑いで課徴金納付命令を出すよう金融庁に勧告した[74]。課徴金納付命令の対象者は大成建設の従業員4人と関係する企業の従業員1人の計5人で、課徴金の合計額は312万円[75]。

## その他
- 週刊こどもニュース（日本放送協会・2007年5月19日）で「質問バンバン!」のコーナーで「ビルのクレーンのしくみ」の特集で大成建設のビルのクレーンが取り上げられた。
- CS局ディスカバリーチャンネルで放送中の番組『エキストリーム・エンジニアリング』で、上記のボスポラス海峡海底鉄道トンネルの函体建造に携わる同社の日本人技術者が紹介され、番組途中に同社のイメージCMが放送されていた。
- 2013年、創立140周年記念事業の一環として、創業140周年記念サイトと公式Facebookページが開設された。
- 2023年、創立150周年記念事業の一環として、創業150周年記念サイトと公式twitterアカウントが開設された。